# تست ارتولانی
تست اُرتولانی (انگلیسی: Ortolani test) یا مانور اُرتولانی بخشی از معاینه فیزیکی برای تشخیص دیسپلازی تکاملی مفصل ران است که همراه با مانور بارلو به‌کار می‌رود. به‌طور خاص، زمانی که دررفتگی خلفی لگن با این مانور قابل جا انداختن باشد، تست اورتولانی مثبت است. این بخشی مانور، بخشی از معاینه استاندارد نوزادان است که ترجیحاً در اوایل دوران نوزادی انجام می‌شود. تست ارتولانی نام خود را از متخصص اطفال ایتالیایی مارینو اُرتولانی می‌گیرد که آن را در سال ۱۹۳۷ ابداع داد.
زمانی گفته می‌شود مانور اُرتولانی مثبت است که هنگام اجرای آن یک صدا و حس «کلیک‌مانند» توسط پزشک شنیده و احساس شود که سر استخوان ران به سمت جلو به داخل حفره حقه‌ای منتقل می‌شود.. 
آخرین شواهد پژوهشی نشان داده که تست‌های بالینی اینچنینی برای تشخیص دیسپلازی تکاملی مفصل ران به اندازه کافی قابل اعتماد نیستند.